# Honda VT 750 C Shadow
Die VT 750 C Shadow ist ein Motorrad der Kategorie Cruiser des japanischen Fahrzeugherstellers Honda.

## Technische Daten
Der flüssigkeitsgekühlte Viertaktmotor hat einen Hubraum von 749 cm³ und erzeugt eine maximale Leistung von 34 kW (46 PS). Der Zylinderwinkel des quer eingebauten V-Motors beträgt 52°. Die zwei Zylinder haben eine Bohrung von 79 mm Durchmesser, die Kolben einen Hub von 76 mm bei einem Verdichtungsverhältnis von 9,6:1.

## Modellhistorie
- 1983–1988: Honda VT 750 C „Shadow“ (RC 14, Kardanantrieb)
- 1987: Honda VT 750 C (RC 29, Kardanantrieb)
- 1997: Honda VT 750 C,C2 „Ace Shadow“ (RC 44, Kettenantrieb)
- 2001: Honda VT 750 DC1 „Black Widow“ (RC 48, Kettenantrieb)
- 2004: Honda VT 750 C4 „Shadow“ (RC 50, Kardanantrieb)
- 2007: Honda VT 750 C7 „Shadow“ (RC 53, Kardanantrieb)

## Verwandte Modelle
Verwandt mit der Honda VT 750 C Shadow ist das Modell Honda VF 750 C, welches sich hauptsächlich in der Motorisierung unterscheidet. VT steht für V Twin, ist also ein Zweizylinder während VF die Modelle mit vier Zylindern bezeichnet (V Four). Das C steht für „Custom“ und kennzeichnet Chopper. Wegen der Abgasbestimmungen, vornehmlich in Kalifornien, wurde die RC 14 in den USA mit einem 700-cm³-Motor unter der Bezeichnung Honda VT 700 C (RC 19) vertrieben.

## Kritiken
„Schlappe 45 PS aus 750 Kubik Hubraum? Wen lockt denn so ein »müder« Langgabler hinter dem Ofen hervor? Ganz einfach: Alle die, für die der Weg das Ziel ist.“